# 独家新闻 (杂志)

1934年2月10日创刊号，封面由塞尔格·德里金创作。

《独家新闻》（英語：Scoops）是培生集团1934年出版的英国小报规格科幻周刊，海顿·迪莫克任主编。杂志起初是儿童读物，发行多期后迪莫克才发现成年读者也有科幻作品需求。杂志销售不畅，迪莫克于是尝试刊登情节更成熟的作品。除转载阿瑟·柯南·道尔的《有毒地带》外，他还选登约翰·罗素·费恩和莫里斯·休吉等英国科幻作家的小说，同时使用更高品质的杂志封面，但收效甚微。由于销量一直没有好转，培生在1934年6月23日的第20期后决定停刊，导致英国出版商普遍认为该国没有科幻出版物的生存空间，直到1937年《神奇传说》出现才扭转局面。

## 出版史和内容
20世纪初，英国儿童读者《磁铁》（The Magnet）和《男孩杂志》（Boy's Magazine）刊登的文学作品类型多种多样，如校园、历险、体育，偶尔还有科幻作品，这些杂志虽然热销，但文章品质不高。面向成人市场的杂志有时也会刊登科幻小说，如1896年英国出版商亚瑟·培生推出的《培生杂志》（Pearson's Magazine）就偶有刊登H·G·威尔斯、阿瑟·柯南·道尔和乔治·格里菲斯（George Griffith）的作品。1933年，英国奥当斯出版社（Odhams Press）开始在周刊杂志《过路演出》（The Passing Show）连载埃德加·赖斯·巴勒斯的小说《阿姆托星》（Amtor）。作为奥当斯的竞争对手，培生集团决定发行科幻周刊杂志，于次年推出科幻儿童读物《独家新闻》。为持续运营，斯派斯印刷公司同意以相对低廉的价格承印。

1934年5月5日刊开始采用新封面设计

《童军》（The Scout）杂志主编，日后创立英国童军总会的海顿·迪莫克（Haydn Dimmock）出任新杂志主编。杂志选登的作品可能并非全部出自迪莫克本人决定，但他起初的确认为《独家新闻》的读者都是儿童或青少年，不会引起成年人的兴趣。他在创刊号发表社论，声称新杂志将以儒勒·凡尔纳和·威尔斯的作品为基准，选择那些出版时看似不可能，日后却有望成为现实的文章。“《独家新闻》会把读者从日常生活送往未来，了解所有的发展和发现……努力预测我们生活时代的奇迹。”美国科幻杂志此时已通过伍尔沃斯公司（F. W. Woolworth Company）商店等多种途径在英国销售，大部分都是库存书，但从《独家新闻》的表现来看，无论迪莫克和手下工作人员是否知道这些杂志存在，他们都没有跟上科幻文学的发展，在书中主要刊登儿童读物作家的作品。杂志主笔的伯纳德·布利（Bernard Buley）便是儿童文学作家，曾任《男孩杂志》（1934年1月停刊）主编，他创作的《月球主宰》（Master of the Moon）就在《独家新闻》前11期连载。其他作者包括乔治·罗切斯特（George E. Rochester）、斯图尔特·马丁（Stuart Martin）、·斯坦因（J.H. Stein）和雷金纳德·托马斯（Reginald Thomas），其中托茅屋斯的《跨越恐怖》（The Striding Terror）在《独家新闻》前八期连载。杂志上的小说本是匿名发表，之后经威廉·奥利弗·古列蒙特·洛夫茨（W. O. G. Lofts）研究确认大部分作者身份。《独家新闻》起初把刊登的作品标识为“科学故事”而非“科幻”，所以其中还有科学发明或航空等题材小说。迪莫克和布利认为，《独家新闻》刊登的内容有科学教育价值，这一理念同美国科幻杂志出版商雨果·根斯巴克类似，但相对而言，《独家新闻》并没有提供多少足以证实上述论断的依据。除小说外，杂志中还有发明和技术相关信息，但极少涉及科学主题。
虽然杂志早期文章绝大多数是匿名发表，但经迪莫克同意，知名物理学家、发明家阿奇博尔德·洛（Archibald Low）的小说《太空》（Space）从第二期开始署名发布，共连载十期。科幻史学家麦克·阿什利（Mike Ashley）认为，这部讲述三个男孩意外前往火星的小说“肯定激起1934年青年一代的极大兴趣”，但“其他小说品质跟不上”。约翰·罗素·费恩（John Russell Fearn）、沃尔特·吉林斯（Walter Gillings）、·克莱特（P. E. Cleator，英国星际学会创始人）等英国科幻爱好者和作家主动联系培生集团后，迪莫克才得知《独家新闻》的受众范围超过预期，而且也有专精科幻文学的作家可能会向杂志投稿。克莱特此时已投稿星际旅行题材小说，杂志上也为他开辟同主题专栏。培生集团知道《独家新闻》销量下滑，打算调整风格。迪莫克开始刊登署名文章，封面从5月5日的第13期起经过重新设计，小说作者包括费恩、莫里斯·休吉（Maurice Hugi）和·考克罗夫特（W.P. Cockcroft）。考克罗夫特发表在4月28日杂志上的《大灾变》（Cataclysm）反响热烈，续作《火星城市》（City of Mars）在6月19日的杂志上刊登。科幻史学家埃弗里特·布莱勒（Everett Bleiler）认为，5月5日杂志开始连载的阿瑟·柯南·道尔小说《有毒地带》（The Poison Belt）“无疑是《独家新闻》刊登的最优秀作品”，该文最早在1913年的《斯特兰德杂志》发表（The Strand Magazine）。可惜的是，改版后刊登的其他大部分作品与之前相比进步甚微。杂志封面大多没有标明作者，只知前两期是塞尔格·德里金（Serge Drigin）创作，另有一期是·金塞拉（E.P. Kinsella）的作品。重新设计后的杂志封面品质提升， 采用轮转凹版印刷，画面也更加真实。
杂志的销售困境没有因改版好转，迪莫克告知吉林斯，市场需求低迷导致他们对未来的信心不足，培生集团决定停刊，1934年6月23日为最后一期。据布莱勒记载，停刊的另一个重要原因是斯派斯印刷公司找到价格更高的客户。虽然《独家新闻》从未针对成年读者出版，但杂志关停依然导致出版商认为英国没有科幻杂志的生存土壤。然而，雨果·根斯巴克在1935年8月的《神奇故事》（Wonder Stories）新开英国读者来信专栏，说明英国显然有大量读者对美国科幻作品感兴趣。其中詹姆斯·达德利（James Dudley）的来信认为英国出版商已经可以推出科幻杂志，但《神奇故事》主编查尔斯·霍尼格（Charles Hornig）表示，《独家新闻》的前车之鉴“向我们和其他英国出版商证明，（英国）还不足以让专业科幻杂志达到自给自足”。吉林斯一度表示，《独家新闻》是“英国科幻史上最大的失误”，但布莱勒认为这并不全是出版物本身的责任，当时的英国市场根本就不足以支撑科幻杂志。1935年，英国出版商乔治·纽尼斯（George Newnes）一度考虑推出科幻杂志，但项目之后搁置，直到1938年才发行《奇幻》（Fantasy）。吉林斯反倒成为第二本英国科幻杂志的主编，《神奇传说》创刊号在1937年面世。

## 书目详细信息
《独家新闻》是亚瑟·培生出版的伦敦周刊，创刊号标识日期1934年2月10日，共发行20期，同年6月23日为最后一期。与培生集团其他青少年读物一样，《独家新闻》各期主编均为海顿·迪莫克，但杂志上没有列出他的名字，编辑伯纳德·布利就是杂志主笔。《独家新闻》为小报尺寸，每期28页并印刷十万份，零售价两便士杂志销售不畅，但如今已是稀有且高价的收藏品。
1937年，培生集团推出文集丛书《男孩历险世界》（The Boys' World of Adventure），书中收录五篇《独家新闻》刊登过的小说，另有八部原创作品，一同收录的还有塞尔格·德里金绘制的插图，原创作品可能是杂志停刊没来得及发表的小说。

## 脚注
1. 1 2 3 4 5 6 7 8 9  Bleiler (1998), p. 584.
2. 1 2 3 4 5  Bleiler (1998), p. 583.
3. ↑  Reed (1997), p. 98.
4. ↑  Ashley (1985), p. 562.
5. ↑  Ashley (1985), pp. 562–563.
6. 1 2 3  Ashley (1985), p. 563.
7. 1 2 3 4  Ashley (2000), p. 127.
8. 1 2  Ashley (1985), pp. 563–564.
9. 1 2 3 4  Ashley (1985), p. 564.
10. ↑  Bleiler (1998), pp. 584–585.
11. ↑  Ashley (2004), p. 235.
12. ↑  Ashley (2000), p. 128.
13. ↑  Ashley (2000), pp. 128–129.
14. ↑  Ashley (2000), p. 131.
15. 1 2 3  Ashley (1985), p. 565.
16. ↑  Ashley (2000), p. 126.